# Франклин (окръг, Индиана)
Вижте пояснителната страница за други населени места с името Франклин.
Окръг Франклин (на английски: Franklin County) е окръг в щата Индиана, Съединени американски щати. Площта му е 1013 km², а населението е 22 785 души (1 април 2020). Административен център е град Бруквил.